# Мистецтво прикрашання вантажівок Південної Азії

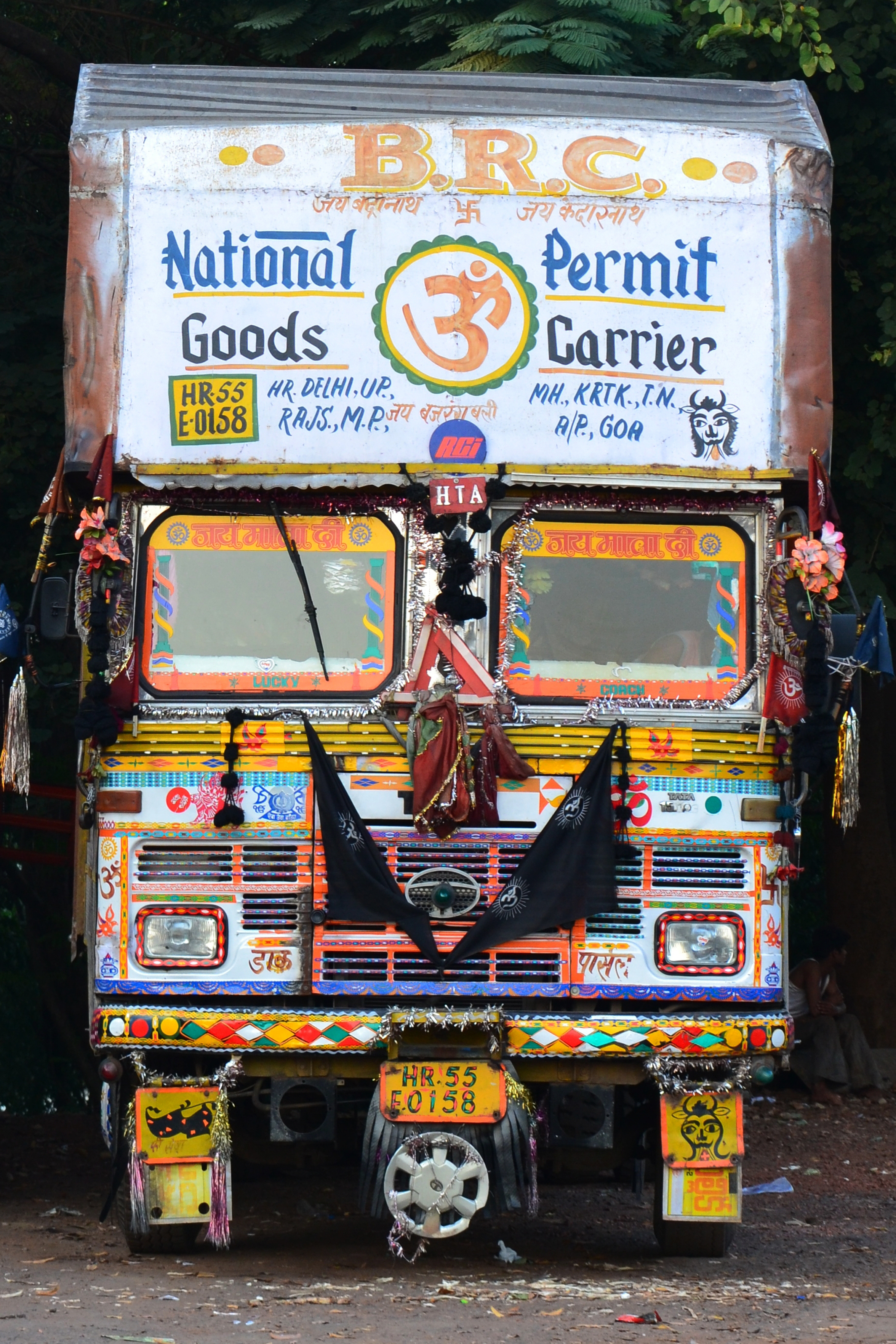
Оформлена вантажівка в Індії, на якій зображені чорні джуті та назар бату.

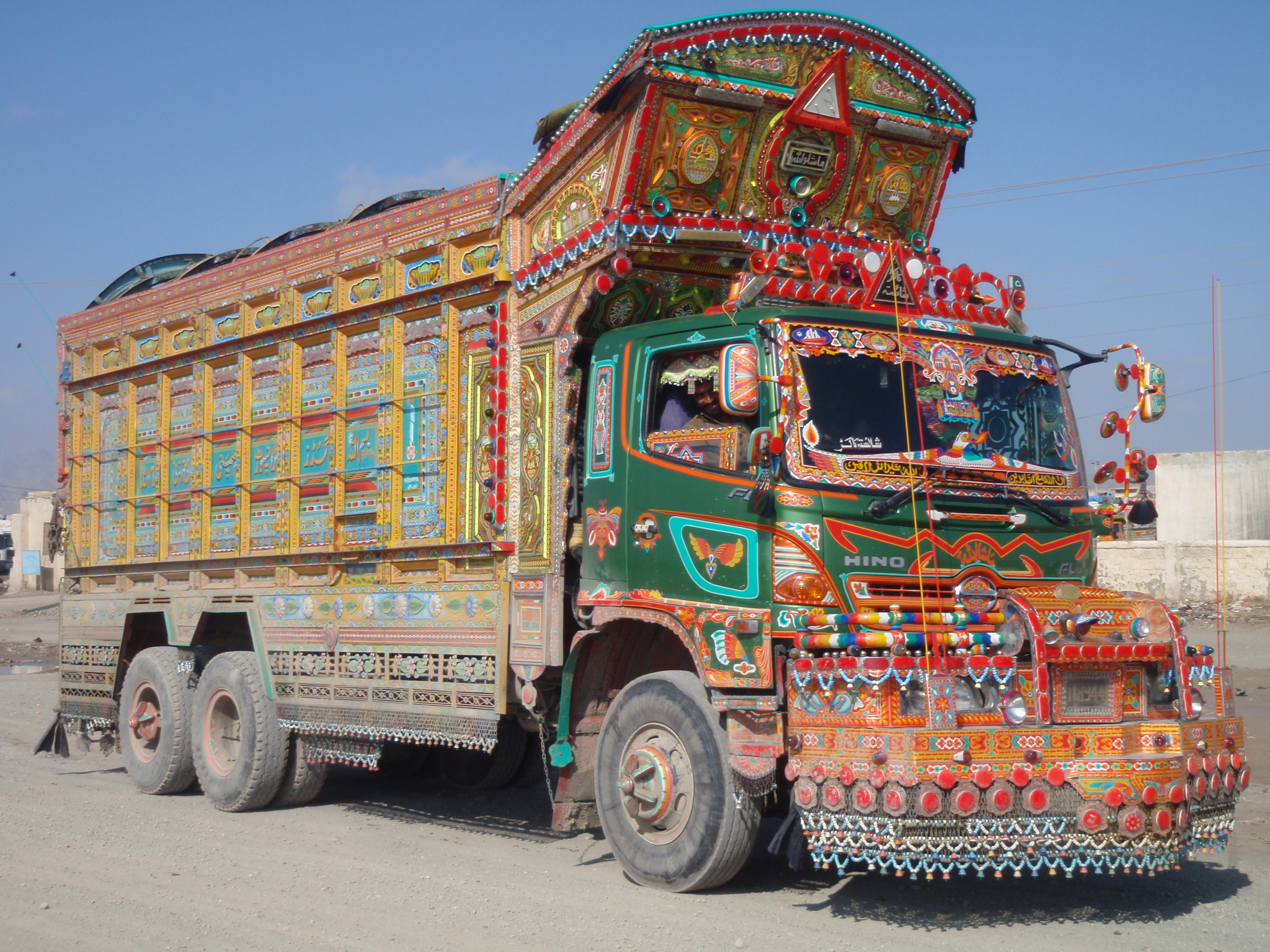
Більшість пакистанських вантажівок мають підвищений дах для збільшення місця під оздоблення.

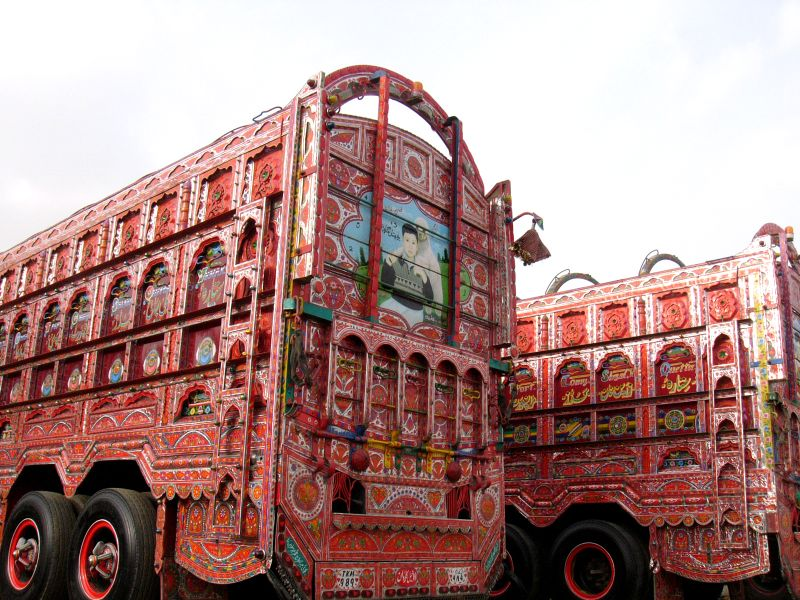
Задні частини пакистанських вантажівок часто вигадливо оформлені.

Мистецтво прикрашання вантажівок є популярною формою регіонального оздоблення в Південній Азії, де пакистанські та індійські вантажівки мають витончені квіткові візерунки та каліграфію.
Американські військові та підрядники називали пакистанські прикрашені вантажівки, що обслуговують Афганістан, як джингл-вантажівки.

## Походження «джингл вантажівок»
Термін джингл-вантажівка походить від військового сленгу Сполучених Штатів, придуманого військовослужбовцями в Афганістані, хоча він може брати початки від британського колоніального періоду. Цей термін з'явився через «дзвінкий» звук, який вантажівки видають завдяки ланцюгам, що звисають на бамперах транспортних засобів.

## Практика
Багато вантажівок та автобусів облаштовують та декорують їхні власники. Зовнішнє оздоблення вантажівки може коштувати тисячі доларів. Оздоблення часто містить елементи, які нагадують водіям вантажівок про домівку, оскільки вони можуть бувати поза домом місяцями. Мистецтво — це спосіб втілення поглядів для водіїв вантажівки. Декорація може включати структурні зміни, картини, каліграфію та декоративні прикраси, такі як дзеркальні роботи на передній та задній частині транспортних засобів та дерев'яні різьблення на дверях вантажних автомобілів. Поширені також зображення різних історичних сцен та поетичних віршів. Екіпірування часто завершується в автомайстерні. Ланцюжки та підвіски часто звисають з переднього бампера.

### Митці
Phool Ji — художній псевдонім пана Сайда Пекола Бадшаха — відомого митця з прикрашання вантажівок, який відомий своїм унікальним стилем виконання вишуканого мистецтва завдяки мистецтву вантажівок.
Нафіс Ахмад Хан — митець із прикрашання вантажівок в Індорі, добре відомий у всій Індії і вже понад тридцять два роки прикрашає одну вантажівку щодня.
Одним з найвидатніших митців із прикрашання вантажівок є Хайдер Алі. Навчений батьком з юності, він уперше привернув увагу міжнародного співтовариства в 2002 році, коли намалював пакистанську вантажівку в рамках Смітсонівського фестивалю фольклору.

### Регіональні стилі

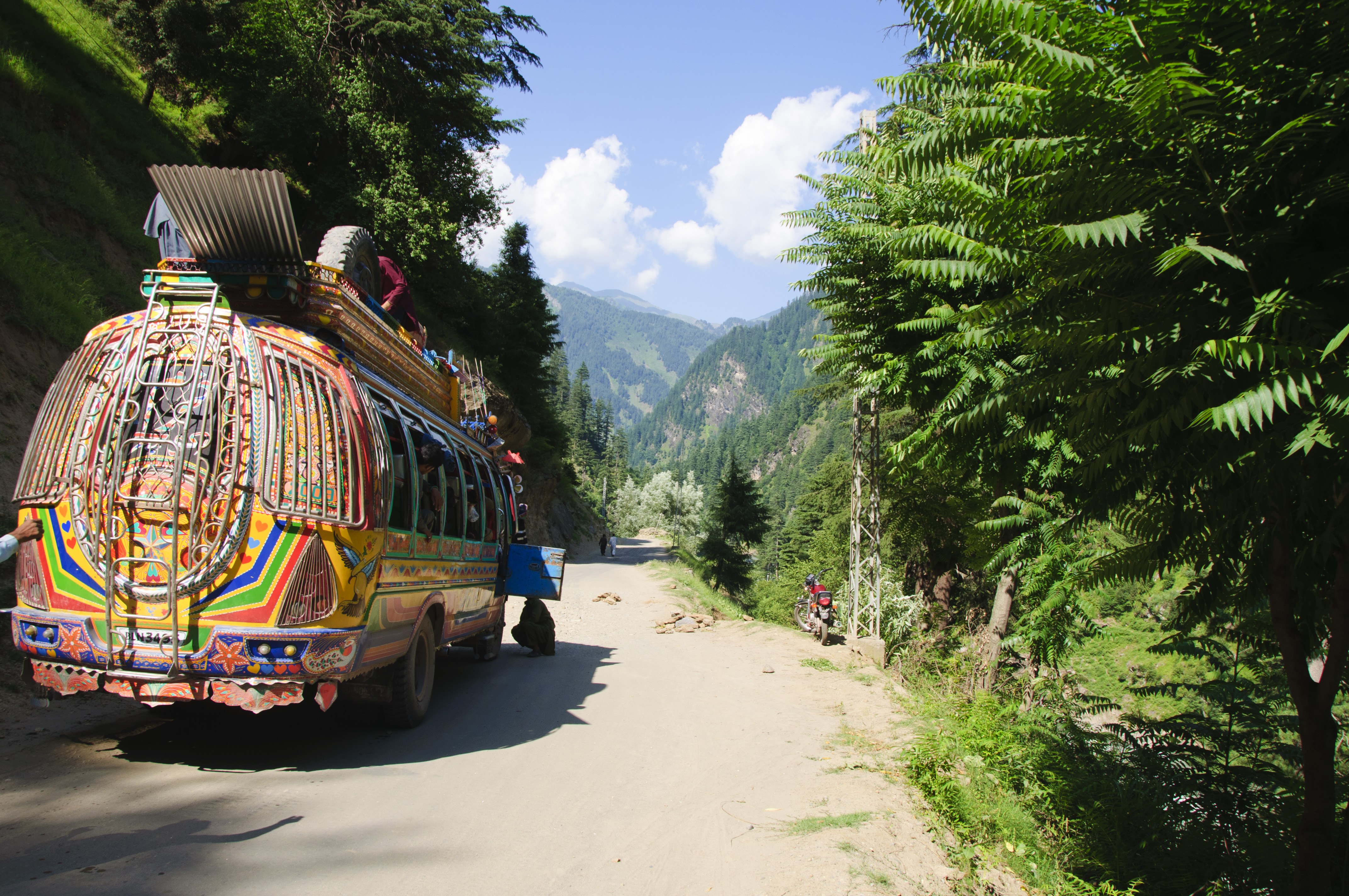
Багато місцевих автобусів у Пакистані прикрашені, як вантажівки.

У Пакистані Карачі є головним міським центром мистецтва прикрашання вантажних автомобілів, хоча є інші центри в Равалпінді, Сваті, Пешаварі, Кветті та Лахорі. Вантажівки з Белуджистану та Пешавару часто сильно оздоблені деревом, тоді як вантажівки з Равалпінді та Ісламабаду частіше оздоблені пластиком. Орнаменти з верблюжої кістки та переважання червоних кольорів часто трапляються на вантажівках, оздоблених у Сінді.
В Індії художник-делієць Тілак Радж Дхір заявляє, що гасла, які він додає до свого мистецтва прикрашання вантажівок, поширеного в усьому Національному столичному регіоні, часто змінюються залежно від соціально-політичної атмосфери. Мистецтво вантажівок на хінді та урду іноді називають Phool Patti.

## Вплив

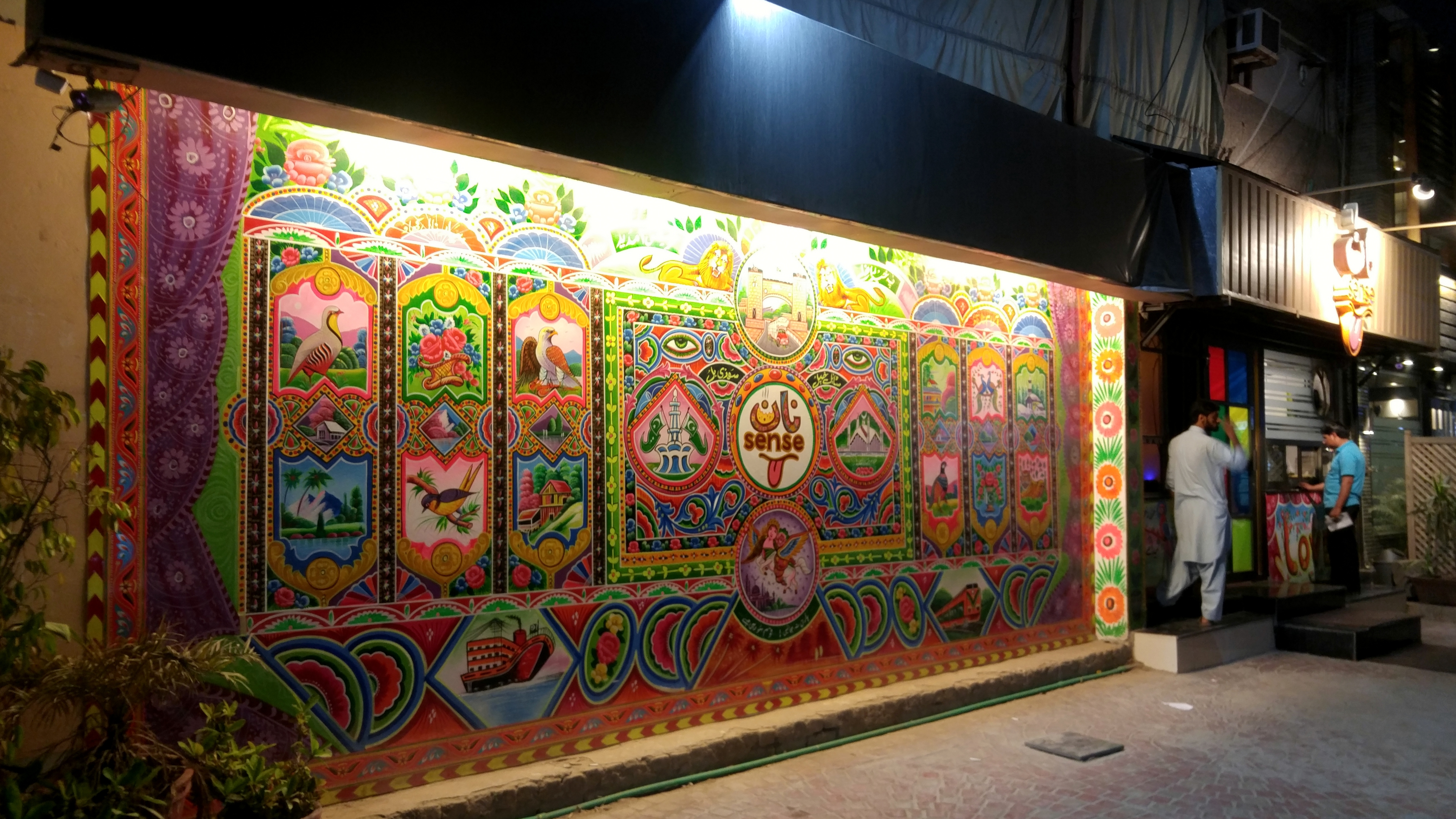
Мистецтво прикрашання вантажівок оздоблює діловий фасад у Пешаварі, Пакистан.

Мистецтво прикрашання вантажівок перейшло за рамки декорації та оздоблення вантажівок в інші форми та медіа.

### Автомобілі
Хоча машини традиційно не прикрашають у Південній Азії, є приклади автомобілів, виконаних у стилі мистецтва прикрашання вантажівки. У 2009 році Foxy Shahzadi, 1974 VW Beetle року оформлений у стилі мистецтва прикрашання вантажівки, подорожував із Пакистану до Франції за 25 днів. В індійському місті Мумбаї деякі водії прикрашають свої таксі у стилі художнього прикрашання вантажівки.

### Мода
Жваві кольори пакистанських вантажівок надихнули деяких модельєрів. Італійська модна компанія Dolce & Gabbana використовувала натхненні експозиції вантажних автомобілів у кампанії 2015 року. Незважаючи на те, що вони частіше використовуються в жіночій моді, деякі чоловічі речі натхненні мистецтвом південноазійських вантажівок.

## Галерея

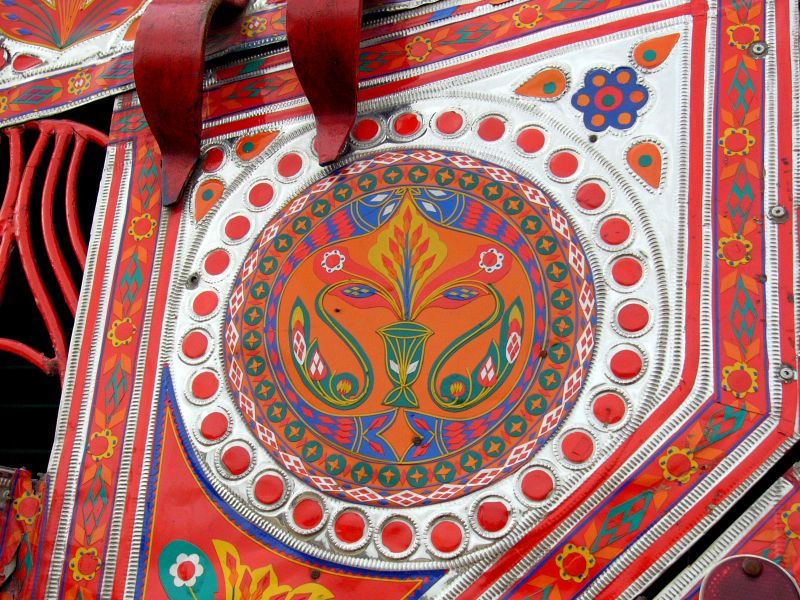
Оздоблення може бути дуже деталізованим.
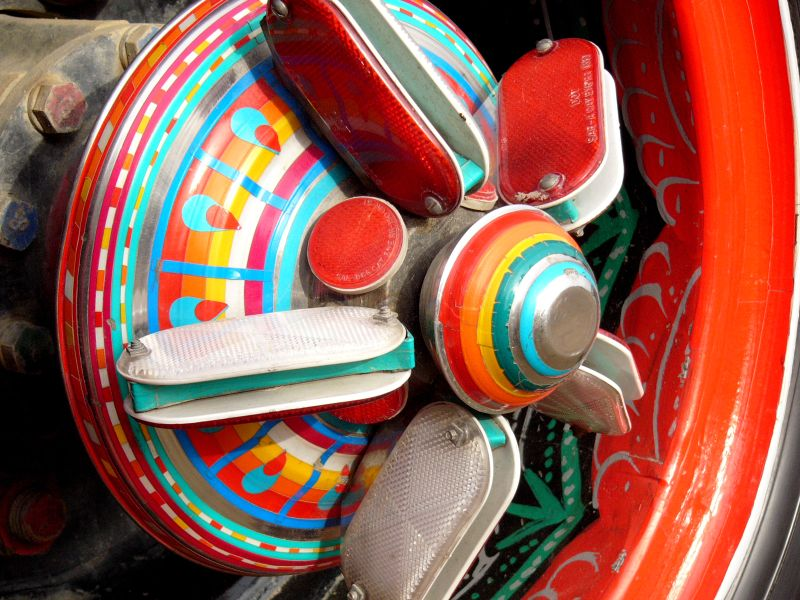
Усі деталі вантажівки сильно прикрашені.
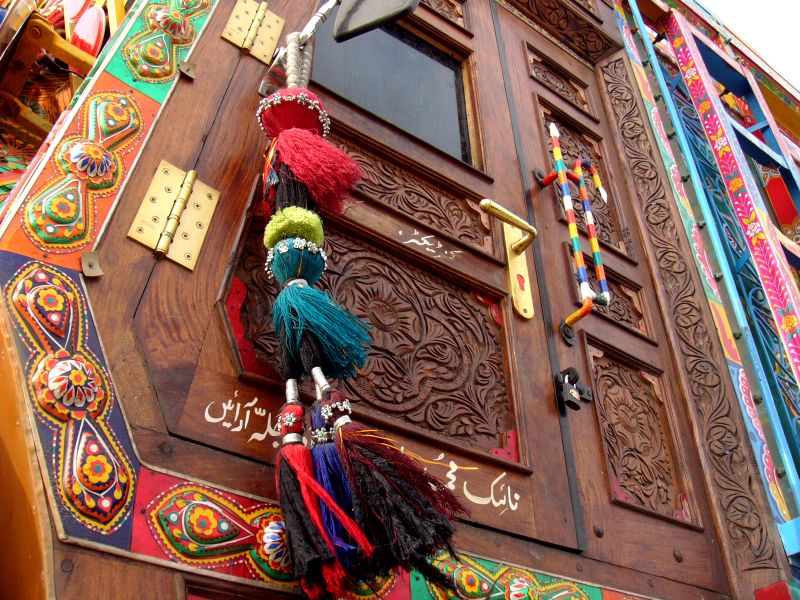
Дерев’яні панелі часто різьблені дуже детально.
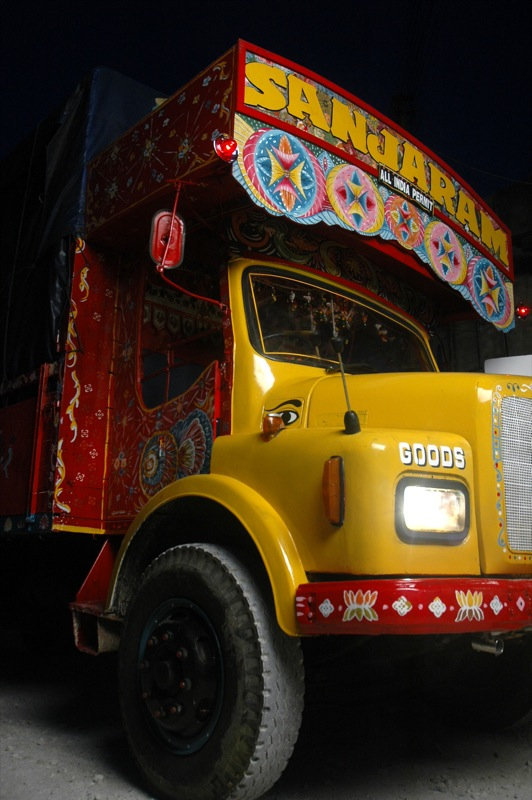
Кабіна вантажівки складної конструкції.
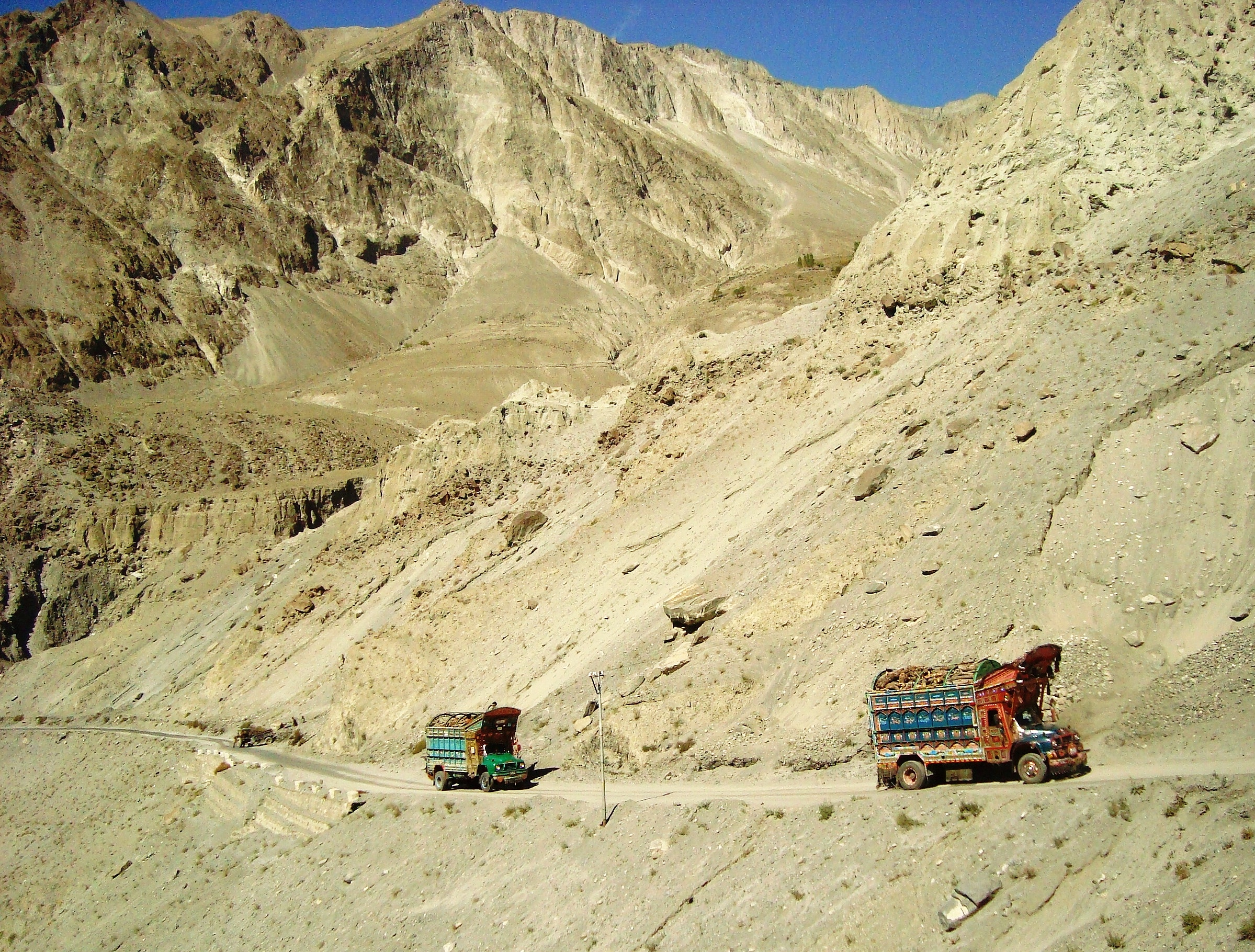
Прикрашені вантажівки можна знайти навіть у найвіддаленіших куточках Пакистану.
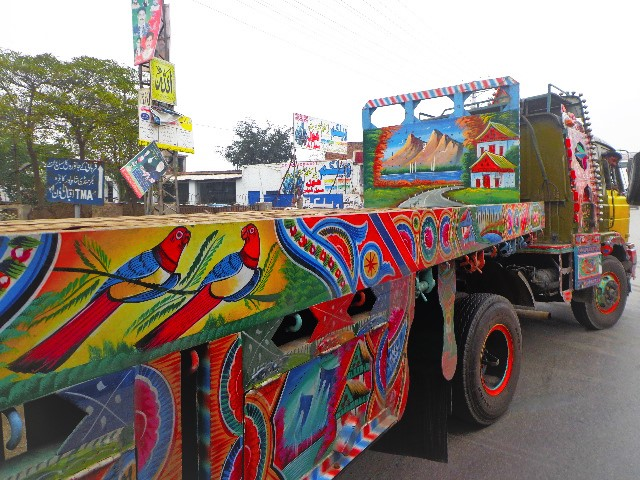
Вантажні причепи також іноді прикрашають.
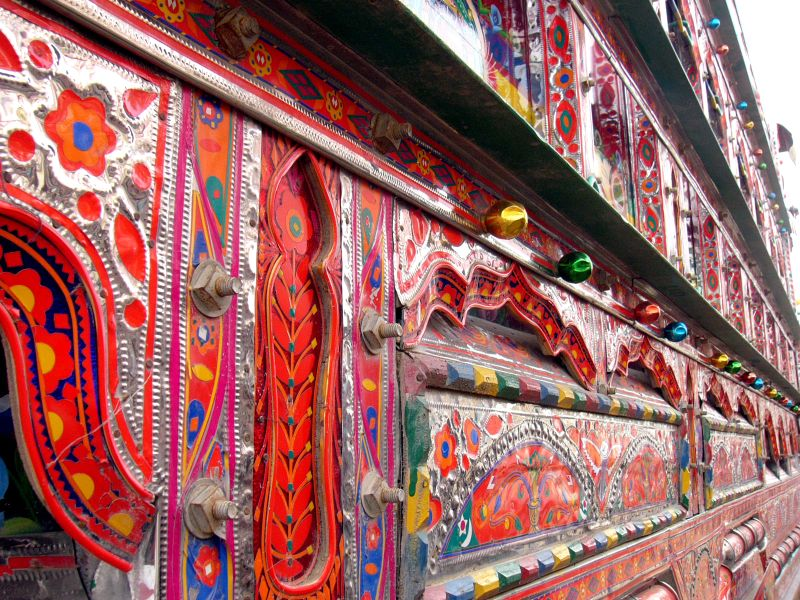
Вигляд оздоблення зблизька.
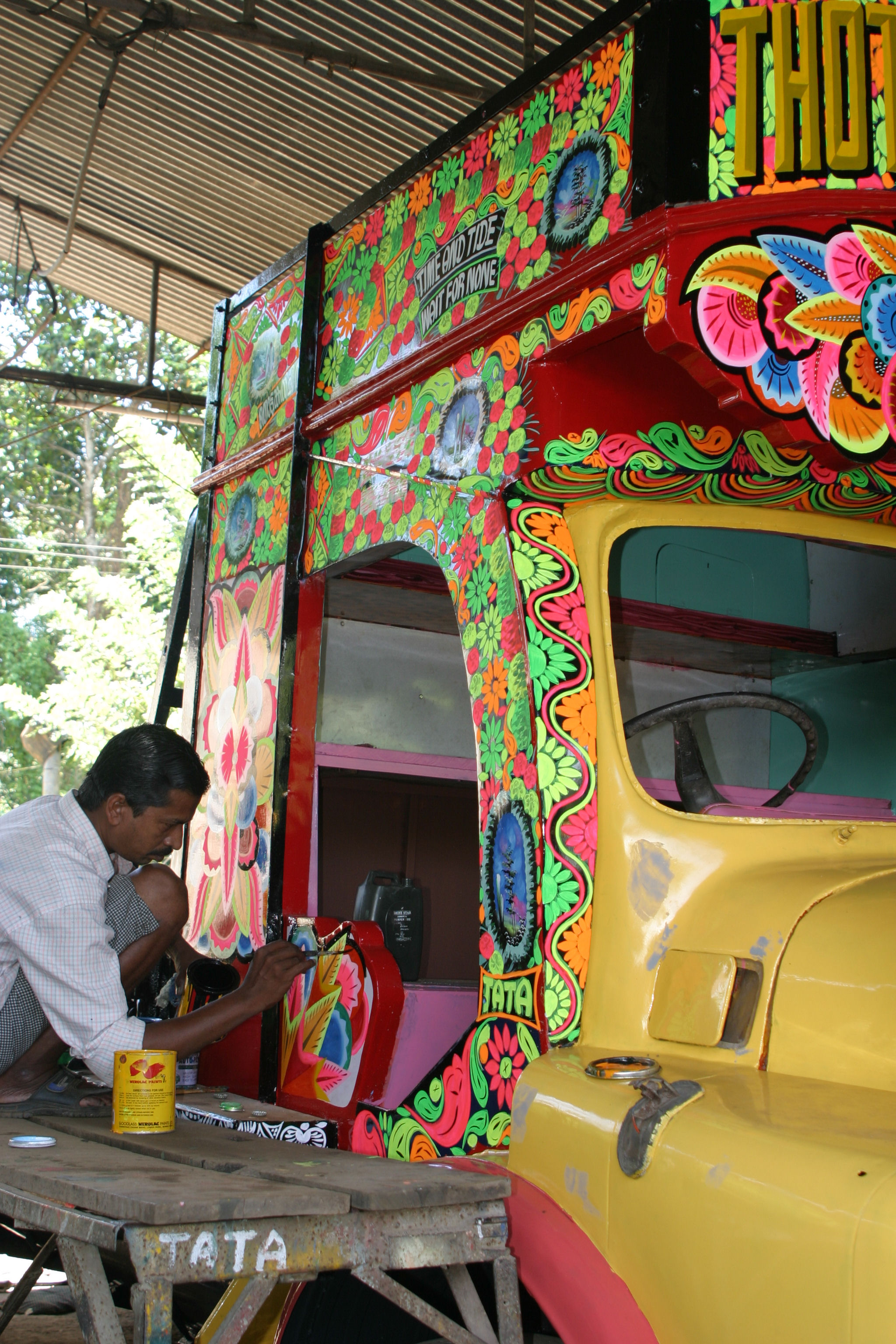
Вантажівка оздоблена в Кочі.
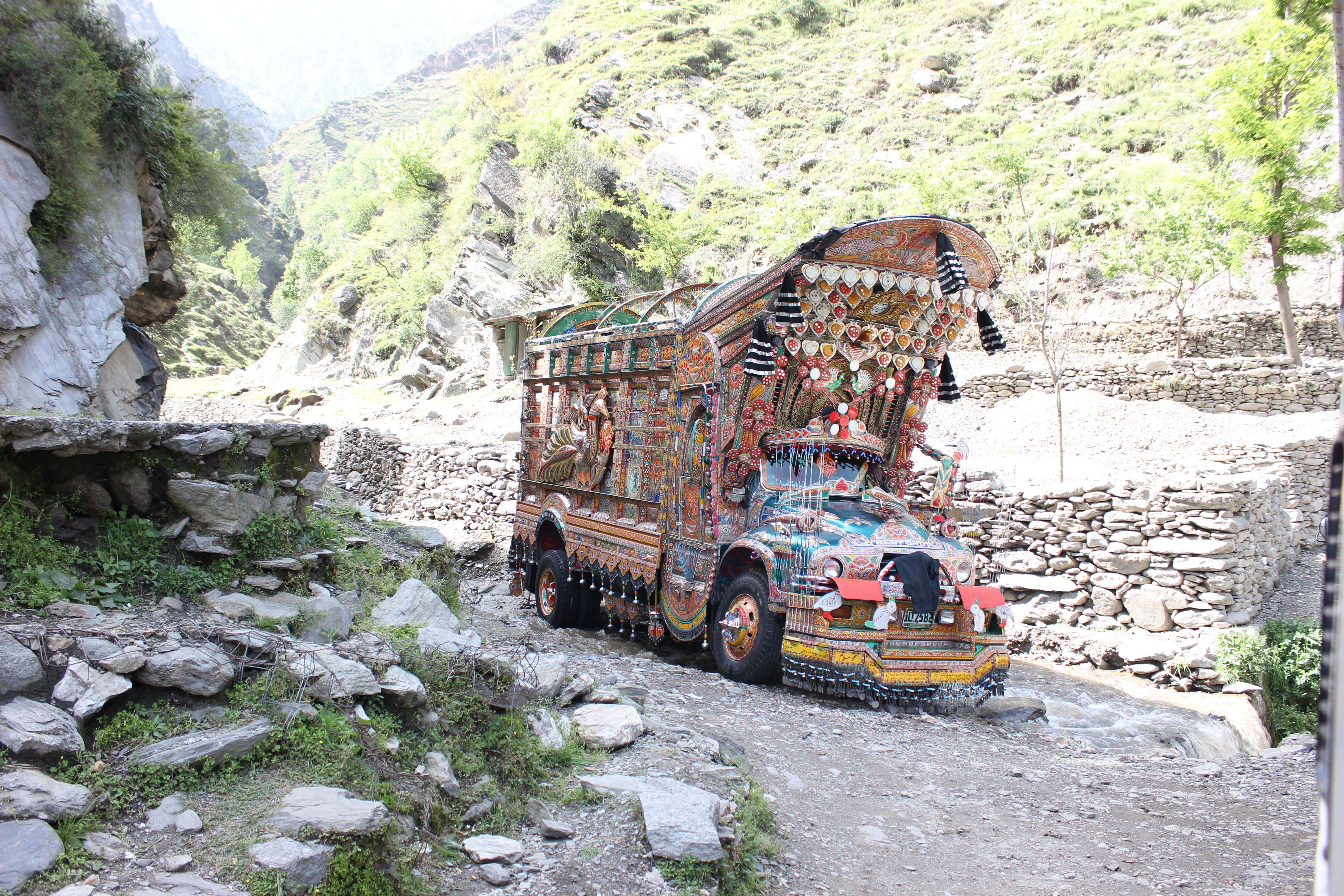
Вантажівка оздоблена в Бедфорді в Гілгіт-Балтистані
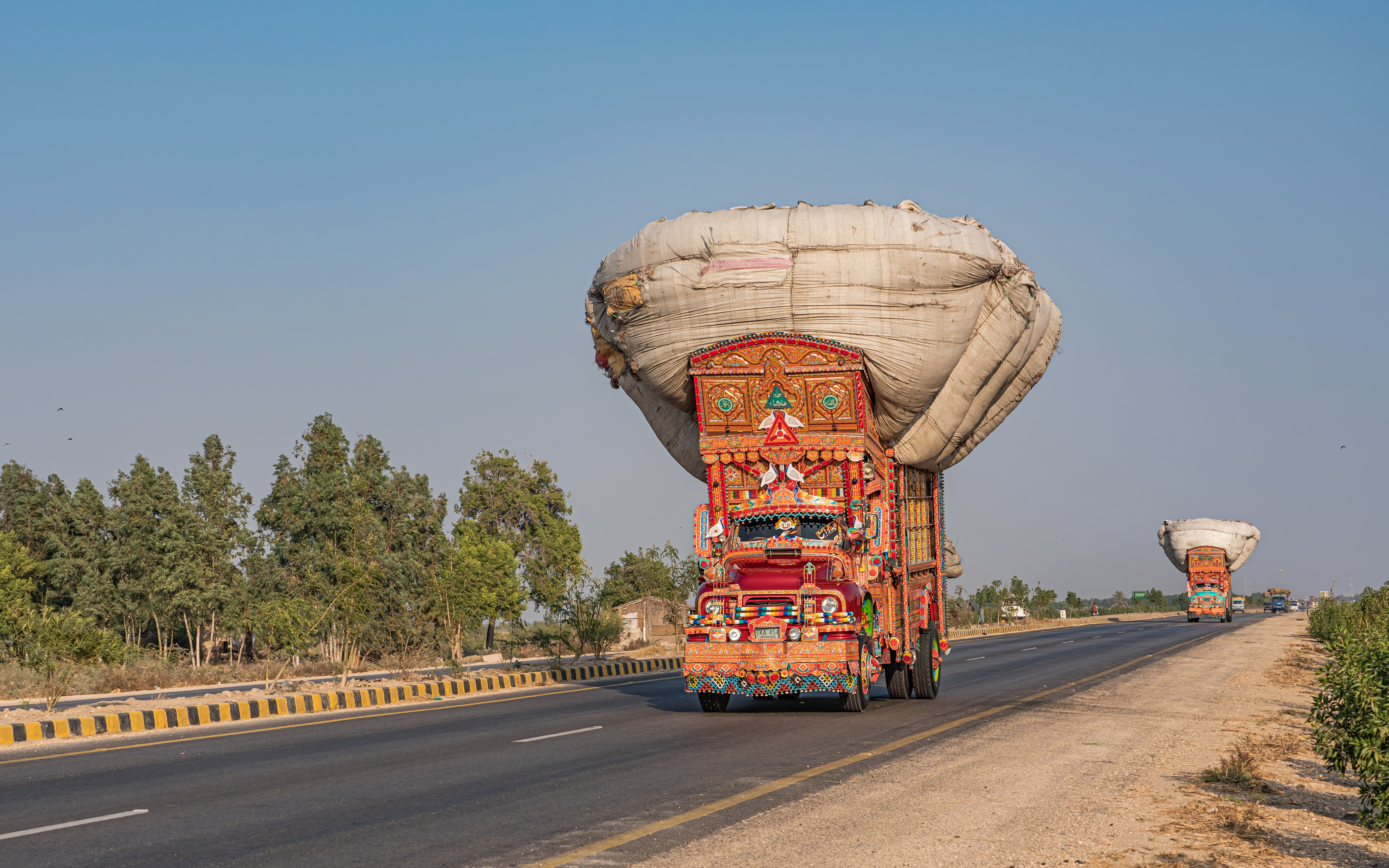
Дві оздоблені вантажівки на пакистанському шосе N-5.
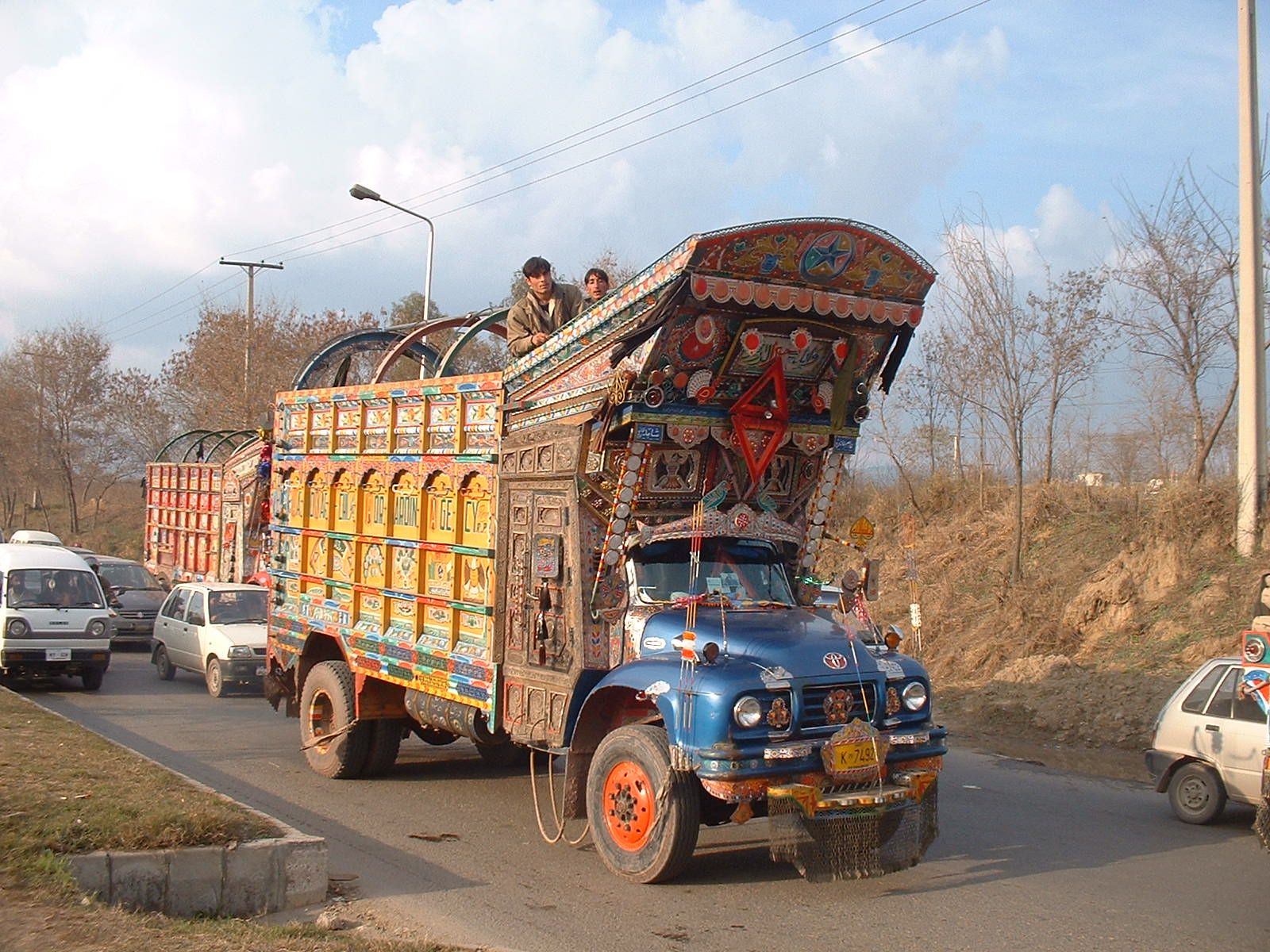
Оздоблена вантажівка з дерев'яними панелями у стилі Хибер Пахтункгва.
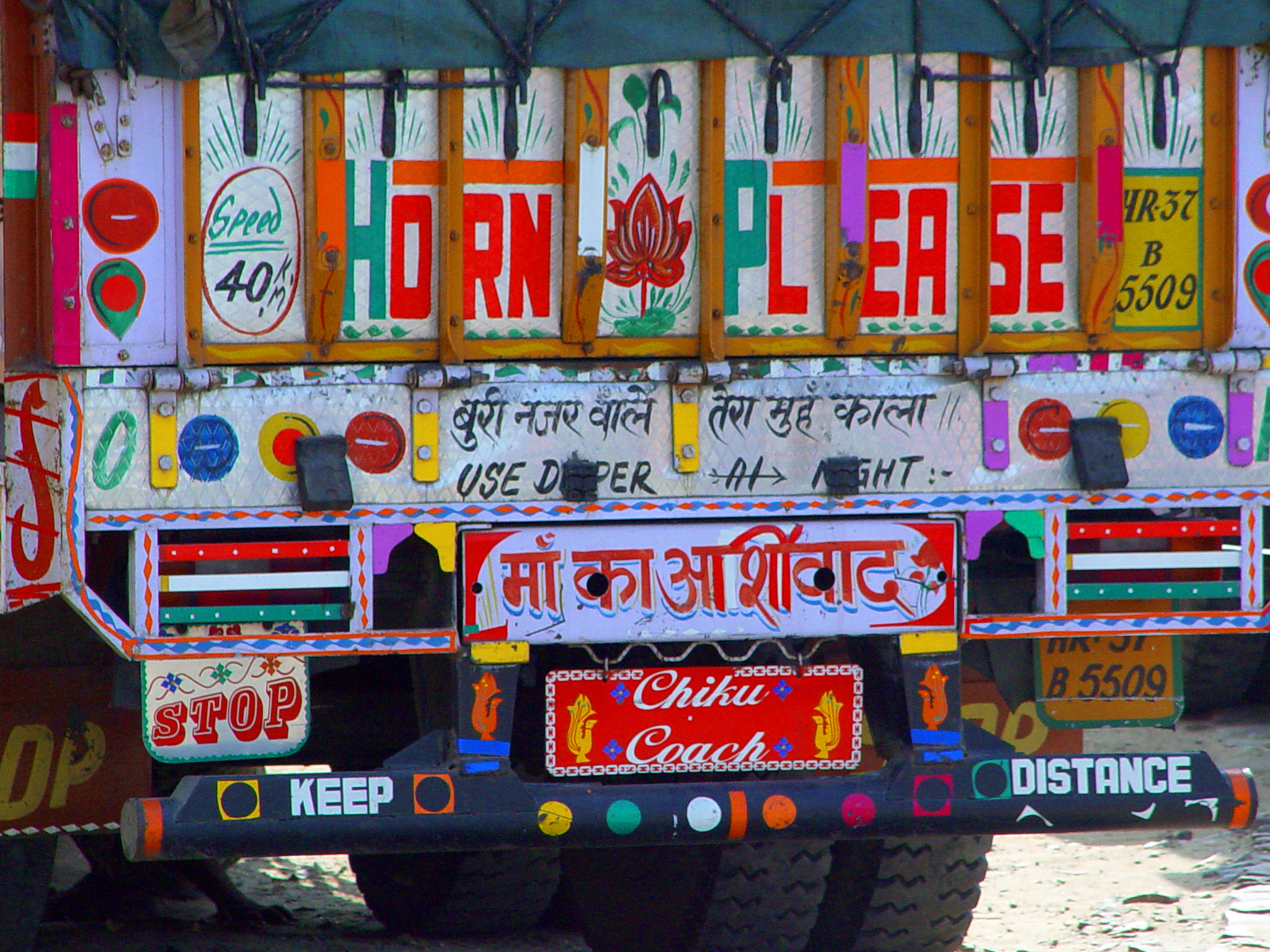
Фраза "Будь ласка", широко використовується в дизайнах південноазійських вантажних автомобілів.
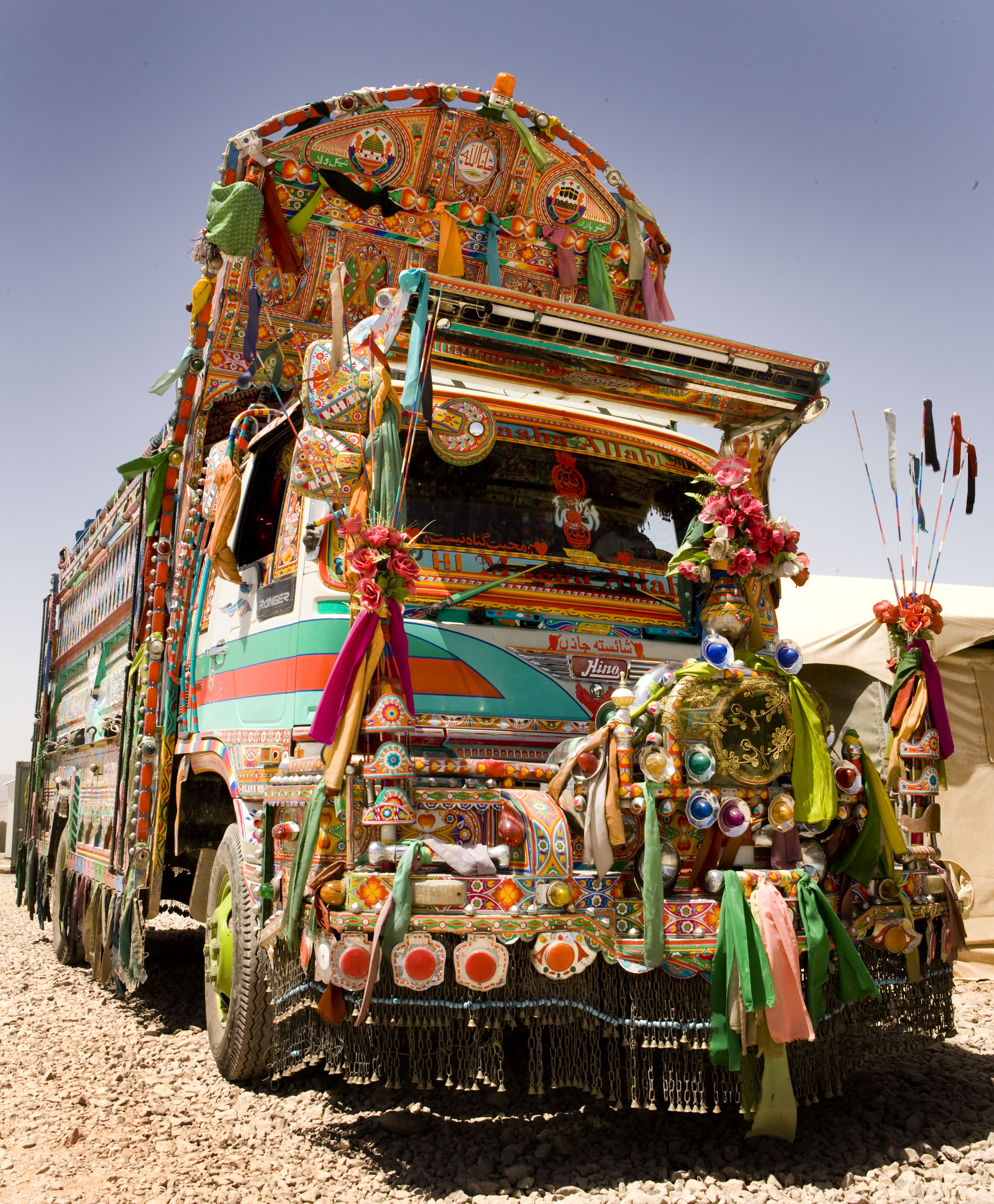
Оздоблена вантажівка в Афганістані.
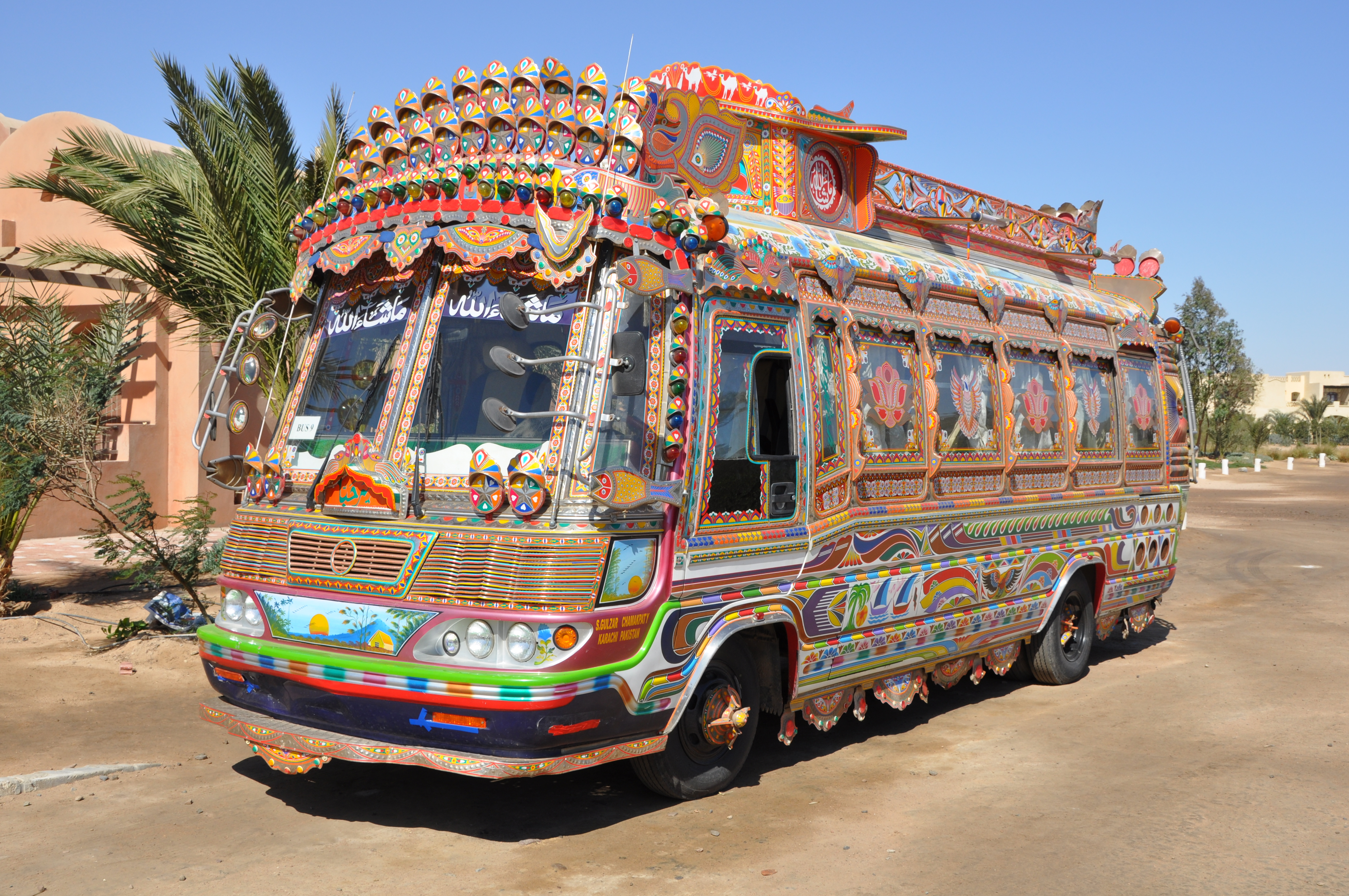
Громадський автобус в Ель-Гоуна, Єгипет. На замовлення та високо оформлений у пакистанському стилі.
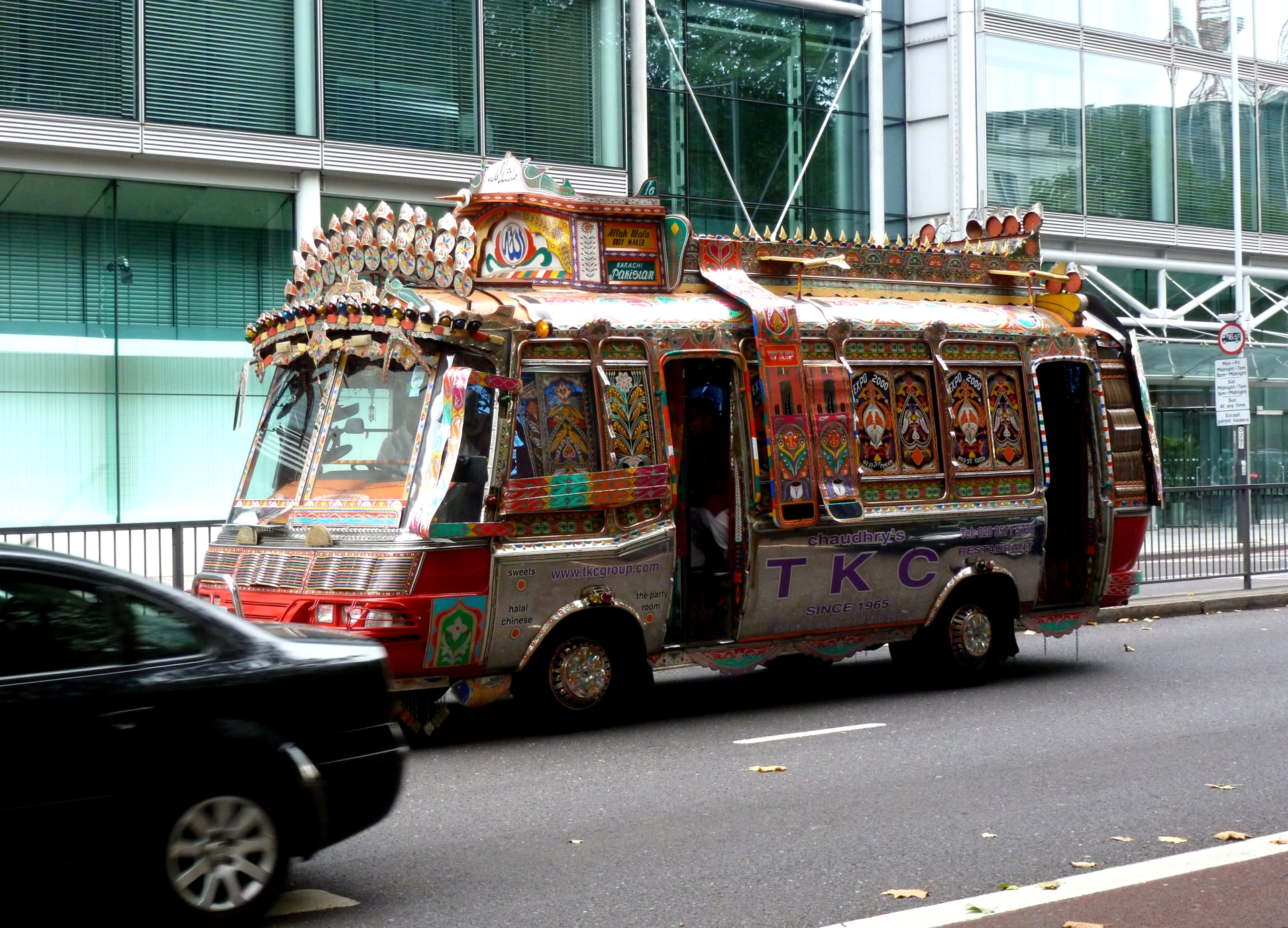
Автобус оздоблений в пакистанському стилі на Юстон-Роуд, Лондон.
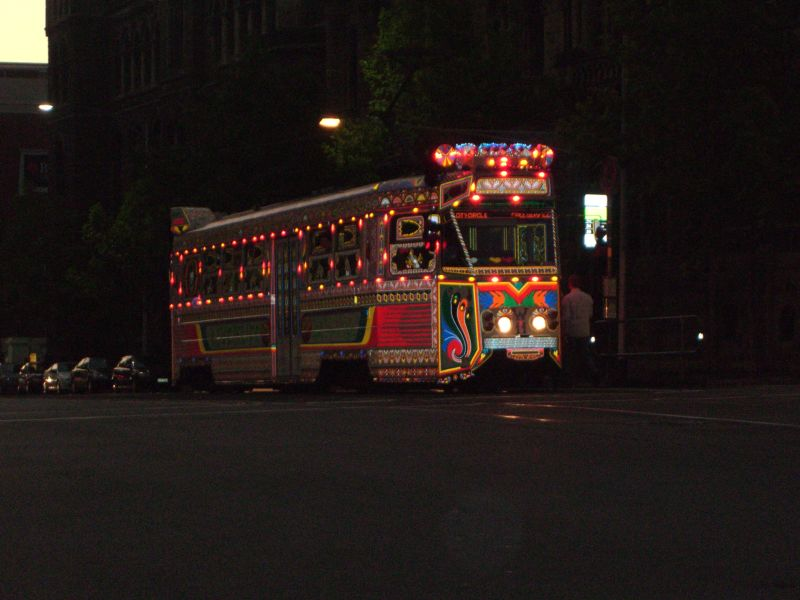
Трамвай Карачі оздоблений пакистанськими митцями з прикрашання вантажівок упродовж Ігор Співдружності-2006